# IC 649-1
IC 649-1 — галактика типу Sab/P у сузір'ї Секстант.
Цей об'єкт міститься в оригінальній редакції індексного каталогу.